# Seimatosporium anomalum
Seimatosporium anomalum är en svampart som först beskrevs av Clifford George Hansford, och fick sitt nu gällande namn av Shoemaker 1964. Seimatosporium anomalum ingår i släktet Seimatosporium och familjen Amphisphaeriaceae.   Inga underarter finns listade i Catalogue of Life.